# Follow the Lights
| Оценки критиков  | Оценки критиков |
| Источник         | Оценка          |
| ---------------- | --------------- |
| 411Mania         | [ 1 ]           |
| Allmusic         | [ 2 ]           |
| antiMusic        | [ 3 ]           |
| IGN              | (9.1/10)        |
| The Music Box    | [ 5 ]           |
| Pitchfork Media  | (6.5/10)        |
| PopMatters       | [ 7 ]           |
| Robert Christgau | [ 8 ]           |
| Tiny Mix Tapes   | [ 9 ]           |

Follow the Lights (в Великобритании вышел под названием Everybody Knows) — мини-альбом альт-кантри певца Райана Адамса, выпущенный 23 октября 2007 года на лейбле Lost Highway. Диск был записан вместе с организованной Адамсом группой The Cardinals, а продюсером выступил её член Джеймс Кандилоро. Альбом получил положительные отзывы музыкальной критики и интернет-изданий, таких как Allmusic, antiMusic, Pitchfork Media, IGN, PopMatters и другие.

## Об альбоме
Мини-альбом Адамса Follow the Lights вышел 23 октября 2007 года на лейбле Lost Highway и с тиражом 19 000 в первую неделю релиза достиг места № 40 в американском хит-параде.
Диск включает три новые песни и четыре живые студийные записи, включая кавер-версию песни «Down in a Hole» группы Alice in Chains.

## Список композиций
Слова и музыка всех песен — Райана Адамса, кроме специально указанных.
| №  | Название                           | Автор(ы)                 | Длительность |
| -- | ---------------------------------- | ------------------------ | ------------ |
| 1. | «Follow the Lights»                |                          | 3:03         |
| 2. | «My Love for You Is Real»          |                          | 4:52         |
| 3. | «Blue Hotel»                       |                          | 5:11         |
| 4. | «Down in a Hole»                   | Джерри Кантрелл          | 4:37         |
| 5. | «This Is It» (Cardinals version)   | Райан Адамс и Johnny T   | 3:32         |
| 6. | «If I Am a Stranger» (New version) |                          | 4:44         |
| 7. | «Dear John» (New version)          | Райан Адамс и Нора Джонс | 5:12         |